# Discografia de Dreamcatcher
O girl group sul-coreano Dreamcatcher lançou dois álbuns de estúdio, oito extended plays, três álbuns singles e 17 singles digitais.

## Álbuns de estúdio
| Título                                                              | Detalhes do álbum | Posições nas paradas | Posições nas paradas | Posições nas paradas | Vendas        |         |         |         |         |
| Título                                                              | Detalhes do álbum | KOR                  | JPN                  | JPN Hot              | Vendas        |         |         |         |         |
| Japonês                                                             | Japonês | Japonês              | Japonês              | Japonês              | Japonês       | Japonês | Japonês | Japonês | Japonês |
| ------------------------------------------------------------------- | --- | -------------------- | -------------------- | -------------------- | ------------- | ------- | ------- | ------- | ------- |
| The Beginning of the End                                            | - Lançado: 11 de setembro de 2019 - Gravadora: Pony Canyon - Formatos: CD, digital download Track listing 1. Intro 2. Breaking Out 3. My Way ～Kono Michi no Sakie～ (～この道の先へ～) 4. Chase Me -Japanese ver.- 5. Good Night -Japanese ver.- 6. Wonderland -Japanese ver.- 7. Piri～Fue wo fuke～ (～笛を吹け～) -Japanese ver.- 8. What -Japanese ver.- 9. I Miss You 10. Mata Hitori ni Natta (また一人になった) ‐Japanese ver.‐ 11. You and I ‐Japanese ver.‐ 12. Outro DVD The End ver. 1. "Breaking Out" Music Video & Making Video 2. "Piri ~Fue wo Fuke~ (～笛を吹け～) -Japanese ver.-" Music Video & Making Video DVD The Beginning ver. 1. Asia Tour "Invitation From The Nightmare City in Japan" (Tokyo Kinema Club 2019.5.2) (東京キネマ倶楽部2019.5.2) | —                    | 7                    | 13                   | - JPN: 4,399  |         |         |         |         |
| Coreano                                                             | |                      |                      |                      |               |         |         |         |         |
| Dystopia: The Tree of Language                                      | - Lançado: 18 de fevereiro de 2020 - Gravadora: Dreamcatcher Company - Formatos: CD, digital download | 3                    | —                    | —                    | - KOR: 59,899 |         |         |         |         |
| "—" indica um álbum que não alcançou as paradas ou não foi lançado. | |                      |                      |                      |               |         |         |         |         |

## Álbuns individuais
| Why Did You Come to My Home (as MINX)                                              | - Lançado: 22 de setembro de 2014 - Gravadora: Happy Face Entertainment - Formatos: Digital download, promo CD Track listing 1. Why Did You Come To My Home? (우리 집에 왜 왔니) 2. Why Did You Come To My Home? (우리 집에 왜 왔니) (Inst.) | —  | — | —            |
| Nightmare                                                                          | - Lançado: 13 de janeiro de 2017 - Gravadora: Happy Face Entertainment - Formatos: CD, digital download | 25 | — | - KOR: 3,576 |
| Fall Asleep in the Mirror                                                          | - Lançado: 5 de abril de 2017 - Gravadora: Happy Face Entertainment - Formatos: CD, digital download Track listing 1. My Toys (Intro) 2. Good Night 3. Lullaby 4. Good Night (Inst.)                                                         | 7  | — | - KOR: 9,274 |
| "—" denota uma gravação que não foi traçada ou não foi lançada naquele território. | |    |   |              |

## Extended plays
| Love Shake (as MINX)                                                               | - Lançado: 2 de julho de 2015 - Gravadora: Happy Face Entertainment - Formatos: CD, digital download Track listing 1. Superstar Superman 2. Love Shake 3. I Like You (나도 너처럼) 4. Shut Up 5. Love Shake (DJ Stereo Club Mix) 6. Love Shake (Inst.)  | 11 | —   | —  | —  | - KOR: 1,813               |
| Prequel                                                                            | - Lançado: 27 de julho de 2017 - Gravadora: Happy Face Entertainment - Formatos: CD, digital download Track listing 1. Before & After (Intro) 2. Fly High (날아올라) 3. Wake Up 4. Sleep-walking 5. Trust Me! (괜찮아!) 6. Fly High (날아올라) (Inst.)  | 4  | —   | 36 | 5  | - KOR: 11,268 - JPN: 3,169 |
| Escape the Era                                                                     | - Lançado: 10 de maio de 2018 - Gravadora: Happy Face Entertainment - Formatos: CD, digital download Track listing 1. Inside-Outside (Intro) 2. You and I 3. Mayday 4. Which A Star (어느별) 5. Scar 6. You and I (Inst.)                               | 3  | —   | 29 | 7  | - KOR: 25,436 - JPN: 4,226 |
| Alone in the City                                                                  | - Lançado: 20 de setembro de 2018 - Gravadora: Happy Face Entertainment - Formatos: CD, digital download Track listing 1. Intro 2. What 3. Wonderland 4. Trap 5. July 7th (약속해 우리) 6. What (Inst.)                                                 | 2  | 197 | —  | 7  | - KOR: 38,152 - JPN: 2,960 |
| The End of Nightmare                                                               | - Lançado: 13 de fevereiro de 2019 - Gravadora: Dreamcatcher Company - Formatos: CD, digital download Track listing 1. Intro 2. Piri 3. Diamond 4. And There Is No One Left (그리고 아무도 없었다) 5. Daydream (백일몽) 6. Piri (Inst.)                 | 3  | 138 | 43 | 6  | - KOR: 31,538 - JPN: 2,821 |
| Raid of Dream                                                                      | - Lançado: 18 de setembro de 2019 - Gravadora: Dreamcatcher Company - Formatos: CD, digital download Track listing 1. Intro 2. Deja Vu (데자부) 3. The Curse of the Spider (거미의 저주) 4. Slient Night 5. Polaris (북극성) 6. Deja Vu (Japanese Ver.) | 3  | 84  | —  | 10 | - KOR: 34,780              |
| Dystopia: Lose Myself                                                              | - Lançado: 17 de agosto de 2020 - Gravadora: Dreamcatcher Company - Formatos: CD, digital download Track listing 1. Intro 2. Boca 3. Break The Wall 4. Can’t Get You Out Of My Mind 5. Dear 6. Boca (Inst.)                                             | 3  | —   | —  | —  | - KOR: 104,309             |
| Dystopia: Road to Utopia                                                           | - Lançado: 26 de janeiro de 2021 - Gravadora: Dreamcatcher Company - Formatos: CD, digital download Track listing 1. Intro 2. Odd Eye 3. Wind Blows (바람아) 4. Poison Love 5. 4 Memory 6. New Days (시간의 틈) 7. Odd Eye (Inst.)                      | 1  | —   | —  | —  | - KOR:128,455              |
| Summer Holiday                                                                     | - Lançado: 30 de julho de 2021 - Gravadora: Dreamcatcher Company - Formatos: CD, digital download Track listing 1. Intro 2. BEcause 3. Airplane 4. Whistle 5. Alldaylong 6. A Heart of Sunflower (해바라기의 마음)                                      | 2  | N/A | _  | _  | - KOR: 126,294             |
| "—" denota uma gravação que não foi traçada ou não foi lançada naquele território. | |    |     |    |    |                            |

## Singles
| "Why Did You Come to My Home?" (우리 집에 왜 왔니?)                                | 2014 | — | —  | —  | —  | —  | —                   | Why Did You Come to My Home    |
| "Love Shake"                                                                       | 2015 | — | —  | —  | —  | —  | - KOR: 6,511 (Dig.) | Love Shake                     |
| Dreamcatcher                                                                       |      |   |    |    |    |    |                     |                                |
| "Chase Me"                                                                         | 2017 | — | —  | —  | —  | —  | —                   | Nightmare                      |
| "Good Night"                                                                       | 2017 | — | —  | —  | —  | 23 | —                   | Fall Asleep in the Mirror      |
| "Fly High" (날아올라)                                                              | 2017 | — | —  | —  | —  | —  | —                   | Prequel                        |
| "Full Moon"                                                                        | 2018 | — | —  | —  | —  | 16 | —                   | Full Moon                      |
| "You and I"                                                                        | 2018 | — | —  | —  | —  | 9  | —                   | Escape the Era                 |
| "What"                                                                             | 2018 | — | —  | 12 | 55 | 8  | - JPN: 8,086 (Phy.) | Alone in the City              |
| "Over the Sky" (하늘을 넘어)                                                       | 2019 | — | —  | —  | —  | —  | —                   | Over the Sky                   |
| "Piri"                                                                             | 2019 | — | —  | 13 | 87 | 12 | - JPN: 6,556 (Phy.) | The End of Nightmare           |
| "Deja Vu" (데자부)                                                                 | 2019 | — | 96 | —  | —  | 12 | —                   | Raid of Dream                  |
| "Scream"                                                                           | 2020 | — | 99 | —  | —  | 6  | —                   | Dystopia: The Tree of Language |
| "Endless Night"                                                                    | 2020 | — | —  | 13 | —  | —  | - JPN: 3,633 (Phy.) | Endless Night                  |
| "Boca"                                                                             | 2020 | — | 94 | —  | —  | 11 | —                   | Dystopia: Lose Myself          |
| "No More"                                                                          | 2020 | — | —  | —  | —  | —  | —                   | Eclipse                        |
| "Odd Eye"                                                                          | 2021 | — | —  | —  | —  | 5  | —                   | Dystopia: Road to Utopia       |
| "Eclipse"                                                                          | 2021 | — | —  | —  | —  | —  | —                   | Eclipse                        |
| "—" denota uma gravação que não foi traçada ou não foi lançada naquele território. |      |   |    |    |    |    |                     |                                |

## Colaborações
| Título                                                        | Ano  | Álbum            |
| ------------------------------------------------------------- | ---- | ---------------- |
| "Be The Future" (with AleXa & In2It]) (as Millenasia Project) | 2020 | Non-album single |

## Apresentações na trilha sonora
| Título                            | Ano  | Álbum            |
| --------------------------------- | ---- | ---------------- |
| "R.o.S.E Blue" (produced by ESTi) | 2020 | Non-album single |

## Aparições de compilação
| Título                                  | Ano  | Álbum                                                | Track No. |
| --------------------------------------- | ---- | ---------------------------------------------------- | --------- |
| "To DJ (Yoon Si Nae)" (DJ에게 (윤시내)) | 2018 | Immortal Songs: Singing the Legend (KBS Top10 Songs) | 3         |

## Outras canções nas paradas
| Título                                                                             | Ano  | Posições nas paradas | Álbum                    |
| Título                                                                             | Ano  | KOR                  | Álbum                    |
| ---------------------------------------------------------------------------------- | ---- | -------------------- | ------------------------ |
| "Wind Blows" (바람아)                                                              | 2021 | —                    | Dystopia: Road to Utopia |
| "Poison Love"                                                                      | 2021 | —                    | Dystopia: Road to Utopia |
| "4 Memory"                                                                         | 2021 | —                    | Dystopia: Road to Utopia |
| "New Days" (시간의 틈)                                                             | 2021 | —                    | Dystopia: Road to Utopia |
| "—" denota uma gravação que não foi traçada ou não foi lançada naquele território. |      |                      |                          |